# ボトラー

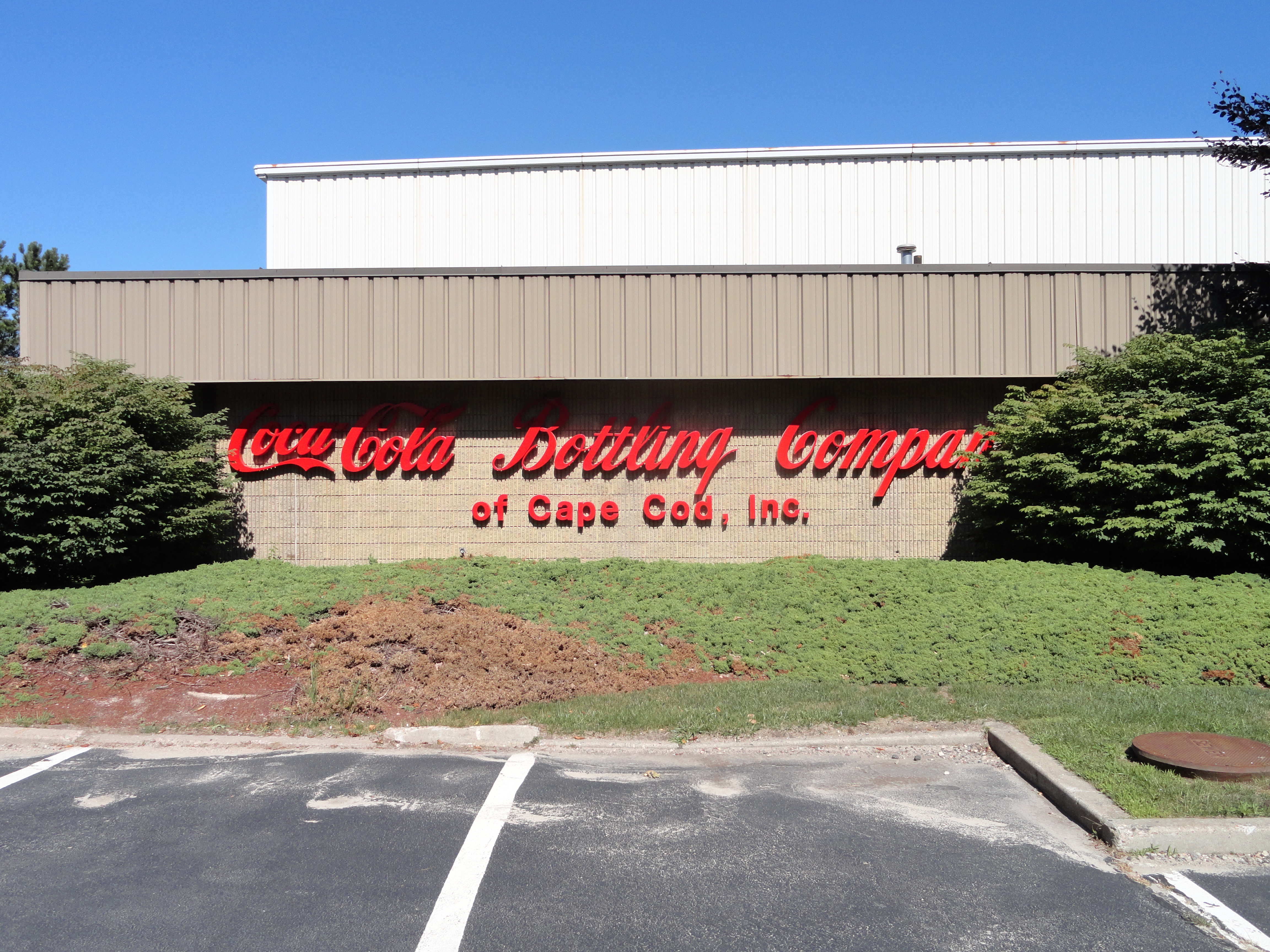
社（USA マサチューセッツ州）

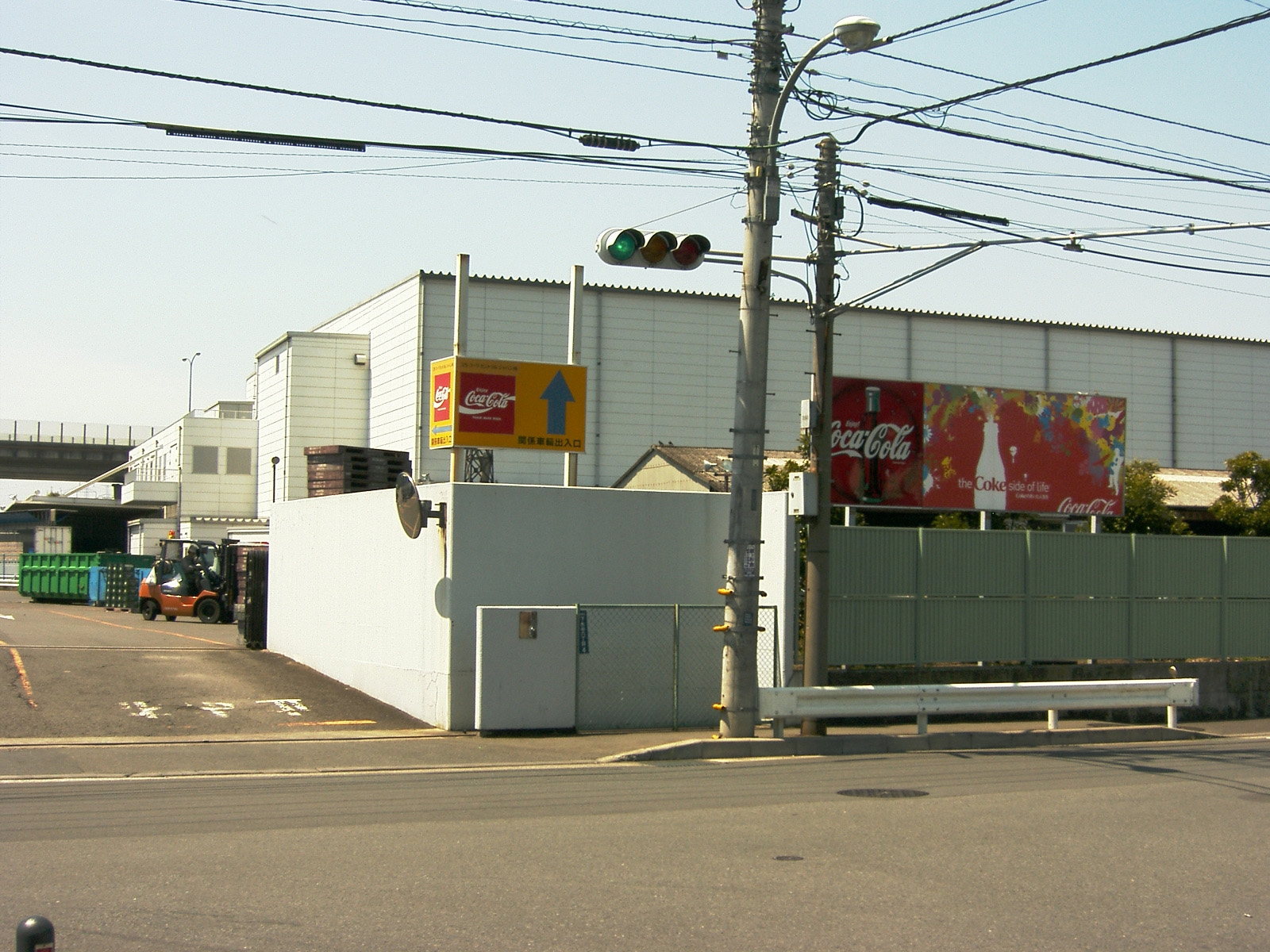
コカ・コーラ セントラル ジャパン 戸塚支店（JPN 神奈川県）

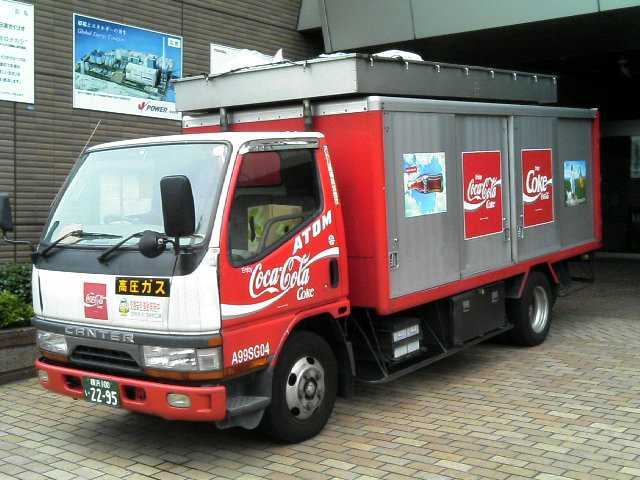
コカ・コーラの自動販売機用飲料の運送用トラック（キャンター）

ボトラー（bottler）は、清涼飲料水の濃縮原液を仕入れ、水で薄めて容器（ボトル）に入れて、消費者の手に渡る状態の最終製品にして出荷する会社である。

## 位置づけ
フランチャイズの一形態で、原液メーカーがフランチャイザー、ボトラーがフランチャイジーにあたる。
基本的に、飲料の特許・レシピ・商標は原液メーカーが保有しており、ボトラーは関わっていない。資本的にも、ボトラーは原液メーカーと資本関係のない独立資本である。複数の原液メーカーから原液の供給を受けることもある（例: コカ・コーラ社とペプシコ社から供給を受けるDr Pepper Snapple Bottling Group）。
飲料の味は原液で決まり、ボトラーが違っても同じである。ただし、水の違いによってわずかに味に差がある。
原液メーカーは世界展開していることが多いが、ボトラーはエリアマーケティングにより地域分けされている。フランチャイズ契約により、ボトラーはエリア内での独占的な製造・販売ライセンスを得る。
容器としては、ガラス瓶、アルミ缶、ペットボトルの3種類が主である。容器はさらに、段ボール箱などで包装されて、小売店などに出荷される。

## 歴史
コカ・コーラの権利を買い取りコカ・コーラ社を設立したエイサ・キャンドラーが、瓶での販売を始める際、自社で瓶詰めするのでも、他社にレシピを渡して製造させるのでもなく、レシピを秘密にしたまま、瓶詰め・販売の権利だけを売り出したのが始まりである。

## コカ・コーラのボトラー
コカ・コーラ社はコカ・コーラなどの原液を世界中のボトラーに販売している。ボトラーのほとんどは独立資本だが、コカ・コーラ社が出資したり、コカ・コーラ社のマネジメント層がボトラーの取締役に就任するケースも多い。例外的に、北米を販売エリアとするボトラーの1つThe Coca-Cola Refreshmentsはコカ・コーラ社の子会社である。

### 日本のコカ・コーラのボトラー
日本に於けるコカ・コーラの製造・販売は、1914年ごろに日本に初輸入ののち、1920年ごろ、食品輸入卸の明治屋と満平薬局によって発売されたのが始まりだとされている。戦後は進駐軍向けに販売されたのち、1957年、現在の日本コカ・コーラ株式会社の元母体となる日本飲料工業株式会社の製造、東京都での販売フランチャイズ（ボトラー）となるのちのコカ・コーライーストジャパンの元となる東京飲料株式会社（1955年設立）の販売によって、本格的な日本での展開を開始。以後、全国を地域別に17のボトラーを展開し、基本的に各地のボトラーの工場で製造・販売を地域密着型で展開していた。
1990年代以降、効率化やコスト削減などの目的から、日本国内のボトラー間でも再編の機運が高まっている。
1995年には全国展開するスーパー・コンビニ向けの販売業務を、コカ・コーラナショナルセールス株式会社に一本化。1999年には、米国本社がボトラーの広域化を目指して設けたアンカーボトラー制度適用の国内第1号として、コカ・コーラウェストジャパン株式会社（のちのコカ・コーラウエスト株式会社）が発足した。この他にも、複数のボトラーが共同出資して持株会社を設立する流れが相次いだ。2016年4月には、コカ・コーライーストジャパンとコカ・コーラウェストの経営統合に向けた協議の開始も発表、2017年4月に持株会社としてコカ・コーラボトラーズジャパンを発足し両社及びウエスト傘下の四国を傘下に収め、さらに2018年1月には持株会社の商号をコカ・コーラボトラーズジャパンホールディングスに変更した上でイーストジャパンがウエスト・四国を合併しコカ・コーラボトラーズジャパン（2代目が発足）した。
現在、コカ・コーラのボトラーはコカ・コーラボトラーズジャパンホールディングスの直営によるコカ・コーラボトラーズジャパンが日本の35都府県向けの製造・販売を手掛けているが、北海道、北東北地方（3県）、北信越地方（4県）、沖縄県については現在も引き続き地元企業などがエリアフランチャイズとなったボトラーを運営している。
さらに、経済改革による外資規制の緩和もあいまって、日本コカ・コーラのみならず、米国コカ・コーラ本社も、アンカーボトラー設立に際し直接出資するようになっており、ウエストジャパン発足の際に、数%分の株式を取得（現在はボトラーの統合再編や持株会社制度導入に伴い、比率としては下がったが、株式交換で引き続き当該持株会社の株式を保有している）。これにより、市場に直に接する“現場”企業を傘下に置く形となり、商品構成に米国本社の意向を反映させやすくするとともに、米国本社での世界戦略決定においても日本の市場動向をより早くつかむことができるようになった。
同様にコカ・コーライーストジャパンも米国コカ・コーラ本社の子会社と孫会社の日本コカ・コーラから出資（筆頭株主）を受けている。イーストジャパンに統合された旧セントラルジャパン・旧三国・旧利根・旧東京のボトリング会社4社も同様に出資を受けていた。こうした出資の状況は現在のコカ・コーラボトラーズジャパンホールディングスにも引き継がれている。
| ボトラー                               | 販売エリア | 本社所在地   | 資本                                                       |
| -------------------------------------- | --- | ------------ | ---------------------------------------------------------- |
| 北海道コカ・コーラボトリング株式会社   | 北海道 | 北海道札幌市 | 大日本印刷グループ                                         |
| みちのくコカ・コーラボトリング株式会社 | 青森県、岩手県、秋田県 | 岩手県盛岡市 |                                                            |
| コカ・コーラボトラーズジャパン株式会社 | 宮城県、山形県、福島県、茨城県、栃木県、群馬県、埼玉県、千葉県、東京都、神奈川県、新潟県、山梨県、岐阜県、静岡県、愛知県、三重県 、京都府、大阪府、兵庫県、滋賀県、奈良県、和歌山県、鳥取県、島根県、岡山県、広島県、山口県、徳島県、香川県、愛媛県、高知県 、福岡県、佐賀県、長崎県、熊本県、大分県、宮崎県、鹿児島県（奄美群島の一部を除く） | 東京都港区   | コカ・コーラボトラーズジャパンホールディングスの完全子会社 |
| 北陸コカ・コーラボトリング株式会社     | 富山県、石川県、福井県、長野県 | 富山県高岡市 | 若鶴酒造グループ                                           |
| 沖縄コカ・コーラボトリング株式会社     | 沖縄県、鹿児島県奄美群島の一部 | 沖縄県浦添市 | 丸仁グループ                                               |